# Reinhard Hesse
Reinhard Hesse (ur. 17 sierpnia 1956 w Hanowerze, zm. 1 października 2004 w Berlinie) – niemiecki dziennikarz i pisarz, specjalizujący się w tworzeniu przemówień na zamówienie.
Urodził się w roku 1956 w Hanowerze, dorastał jednak w Kairze. Po studiach na kierunkach historii i germanistyki był czynnym reporterem m.in. w Bejrucie, Kairze i w USA. Przez rok był także reporterem die tageszeitung w Bejrucie i w lokalnej redakcji w Hanowerze. Mieszkał m.in. w Bejrucie, Monachium i Berlinie. W wieku trzydziestu lat został redaktorem naczelnym wydawanej przez Hansa Magnusa Enzensbergera gazety Transatlantik. Od 1998 pisał teksty przemówień politycznych dla kanclerza Gerharda Schrödera. W 2002 roku wydał książkę Ground Zero – Der Westen und die islamische Welt gegen den globalen Djihad (niem. Ground Zero – zachodni i islamski świat przeciwko globalnemu dżihadowi), opowiadającą o świecie islamu, a zwłaszcza o aktach terroryzmu z 11 września 2001.
Zmarł w wieku 48 lat, zaledwie tydzień po zdiagnozowaniu u niego nowotworu mózgu. Jest pierwszym w historii pisarzem piszącym przemówienia dla kanclerza Niemiec, który zmarł podczas pełnionej służby.